# Minato Mirai 21
Minato Mirai 21 (みなとみらい21?), a menudo abreviado a Minato Mirai, es una zona urbana de Yokohama, en Japón, cerca del puerto.

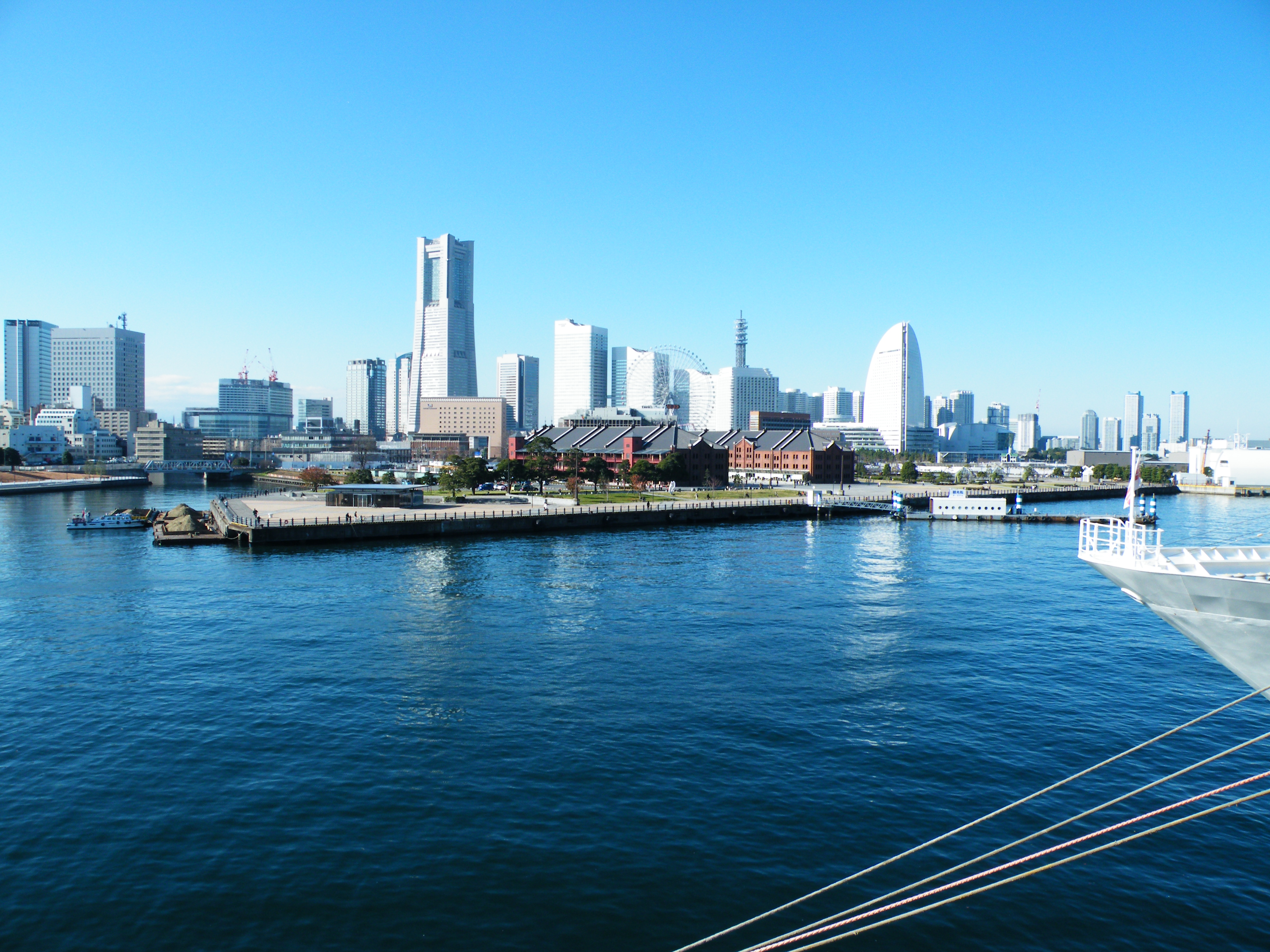
Minato Mirai 21.

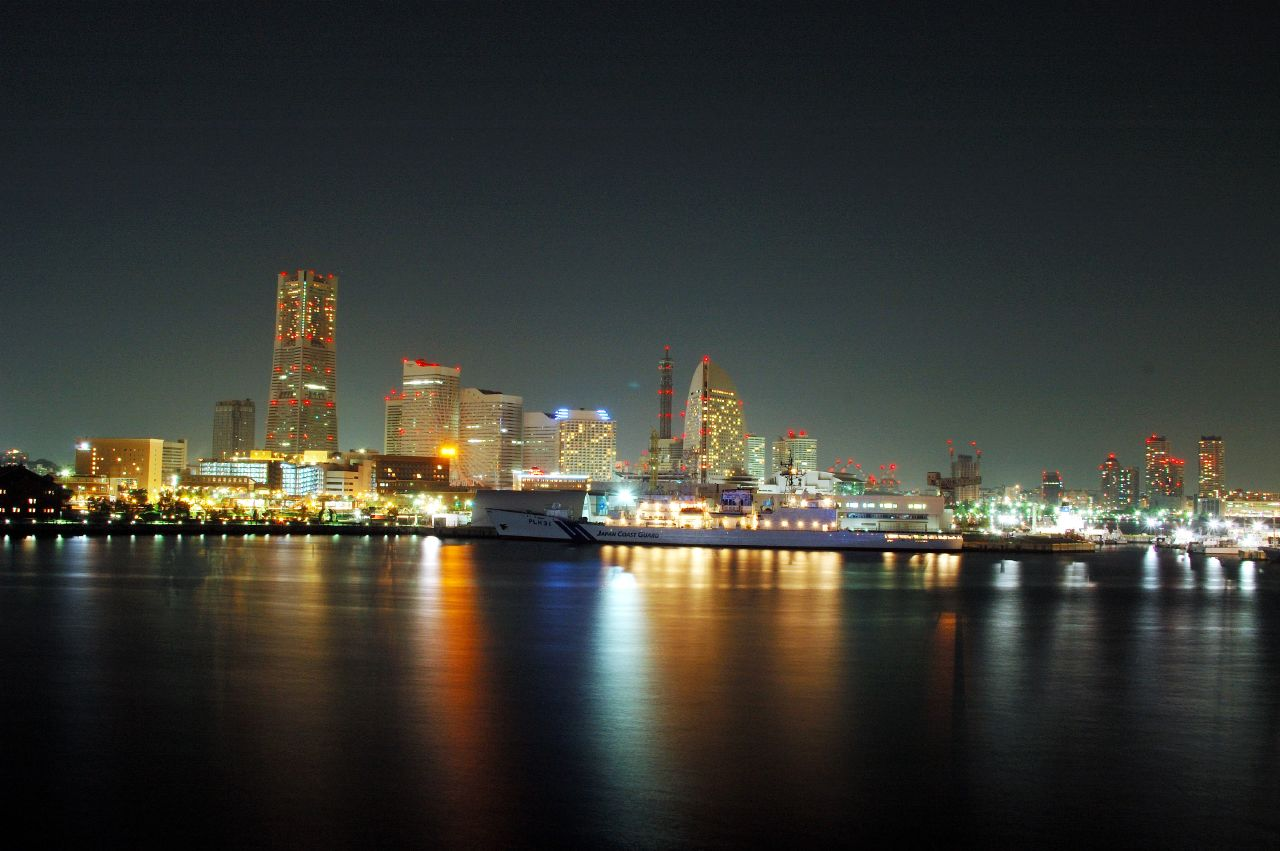
Minato Mirai 21 por la noche.

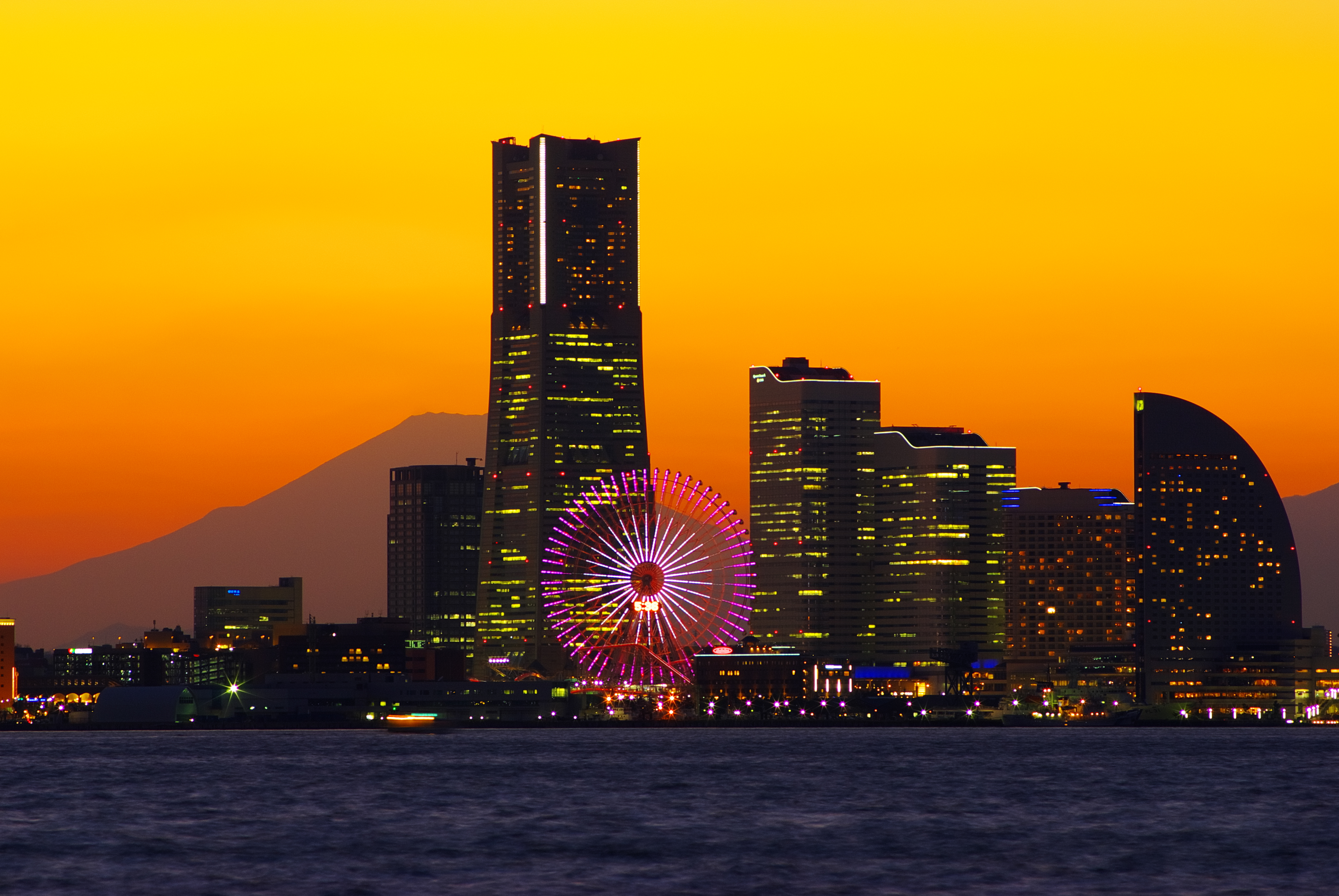
Minato Mirai 21 durante la puesta de Sol, con el Monte Fuji al fondo.

El nombre, que significa "Puerto Futuro 21", fue seleccionado de entre sugerencias populares. Los trabajos de construcción empezaron en 1983, sobre todo en tierras reclamadas al mar. En la zona se encuentra el que fue el mayor rascacielos de Japón, el Yokohama Landmark Tower; alrededor del cual se ubican el centro de convenciones Pacífico Yokohama, el Hotel InterContinental y el Museo de Arte de Yokohama.
El 1 de febrero de 2004 se completó la Línea Minatomirai, que conecta la zona directamente con la estación central de Yokohama y con el turístico barrio chino. Minato Mirai es también un lugar eminentemente turístico, con parques de atracciones y una de las pocas zonas costeras de Tokio-Yokohama donde se puede acceder directamente al mar, sin verse obstaculizado por complejos industriales o portuarios.